# Lichtkurve

Beispiel einer Lichtkurve; hier des Asteroiden (250) Bettina.

Als Lichtkurve eines astronomischen Objekts bezeichnet man den Graphen, der die Abhängigkeit der Leuchtkraft von der Zeit darstellt. Aus Veränderungen in der Leuchtkraft, die als scheinbare Helligkeit gemessen wird, lassen sich Rückschlüsse auf die Eigenschaften des beobachteten Objekts ziehen.
Bei Veränderlichen Sternen basiert die Klassifizierung im Wesentlichen auf den Lichtkurven. Bei den Bedeckungsveränderlichen werden die Minima und bei den pulsationsveränderlichen Sternen sowie den eruptiven Veränderlichen die Maxima zur Bestimmung der Periode verwendet.    
Anhand der Lichtkurve von Asteroiden (Kleinplaneten), bei denen es sich oft um unregelmäßig geformte Körper handelt, kann deren Rotationsdauer bestimmt werden und auch deren Form. Wenn manchmal einer dieser Kleinkörper vom Erdmond bedeckt wird, lässt sich aus der Dauer des Lichtabfalls sein Durchmesser berechnen.
Viele der nachgewiesenen Exoplaneten wurden durch die Methode der Sternbedeckung durch eine Analyse der Lichtkurve nachgewiesen. Dabei wird ein minimaler, periodischer Rückgang der Leuchtkraft eines Sternes beobachtet.